# Erethistoides sicula
Erethistoides sicula är en fiskart som beskrevs av Ng 2005. Erethistoides sicula ingår i släktet Erethistoides och familjen Erethistidae. IUCN kategoriserar arten globalt som otillräckligt studerad. Inga underarter finns listade i Catalogue of Life.